# Braille argelino
El braille argelino era un alfabeto braille utilizado para escribir el idioma árabe en Argelia. Aparentemente es obsoleto.
En Braille argelino, las letras en braille se asignan en orden numérico al alfabeto árabe; El Braille árabe estándar, por otro lado, utiliza una asignación completamente diferente, siguiendo las normas internacionales basadas en el orden del alfabeto francés. Por ejemplo, la quinta letra braille, ⠑, se usa en braille argelino para j j, la quinta letra del alfabeto argelino / árabe. En la mayoría de los alfabetos en braille de hoy, ⠑ se usa para e, la quinta letra del alfabeto francés / latino, o para una letra que suena como e, sin importar dónde ocurra en esos alfabetos.
La reasignación de tipo argelino fue común en las adaptaciones tempranas del braille, pero se abandonó en gran medida a favor de estándares mutuamente comprensibles que comenzaron con la unificación del braille francés, inglés, alemán y egipcio en el orden francés original en 1878.

## Signografía braille árabe (unificado)
| ﺍ | Álif | a  | (1)    |  |  | ﺩ | dāl | d  | (145)   |  |  | ﺽ | ḍād  | ḍ  | (1246)   |  |  | ﻙ | kāf | k | (13)   |  |
| ﺏ | bā   | b  | (12)   |  |  | ﺫ | ḏāl | dh | (2346)  |  |  | ﻁ | ṭāʾ  | ṭ  | (23456)  |  |  | ﻝ | lām | l | (123)  |  |
| ﺙ | ṯāʾ  | th | (1456) |  |  | ﻝ | lām | r  | (1235)  |  |  | ﻅ | ẓā   | ẓ  | (123456) |  |  | ﻡ | mīm | m | (134   |  |
| ﺕ | tā   | t  | (2345) |  |  | ﺯ | zāī | z  | (1356)  |  |  | ﻉ | ayn  | ‘  | (12356)  |  |  | ﻥ | nūn | n | (1345) |  |
| ﺝ | ǧīm  | j  | (245)  |  |  | ﺱ | sīn | s  | (123)   |  |  | ﻍ | ġayn | gh | (123)    |  |  | ﻩ | hāʾ | h | (125)  |  |
| ﺡ | ḥā   | ḥ  | (156)  |  |  | ﺵ | šīn | sh | (146)   |  |  | ﻑ | fā   | f  | (124)    |  |  | ﻭ | wāw | w | (2456) |  |
| ﺥ | ḫāʾ  | kh | (1346) |  |  | ﺹ | ṣād | ṣ  | (12346) |  |  | ﻖ | qāf  | q  | (12345)  |  |  | ﻱ | yāʾ | y | (25)   |  |

## Ligaduras
| لَا | La | (1236) |  |  | إ | E  | (46)  |  |  | ؤ | Waw | (1256)  |  |
| ى  | -  | (135)  |  |  | آ | Aa | (345) |  |  | ئ | ya  | (13456) |  |
| أ  | A  | (34)   |  |  | ء | a  | (3)   |  |  | ة | _   | (16)    |  |

## Marcas diacríticas
| َ | fhata | (2)  |  |  | ُ | damma    | (136) |  |  | ٍ | kasratan | (35) |  |  | َ | fhata | (6)  |  |
| َِ | kasra | (15) |  |  | ً | fathatan | (23)  |  |  | ٌ | dammatan | (26) |  |  | ٌْ | sukun | (25) |  |

Las marcas diacríticas se escriben detrás de la letra, excepto el fhata que está delante de la letra.

## Números
| ؀  | signo de número | (3456)     |  |  | ٣ | 3 | (3456, 14)  |  |  | ٦ | 6 | (3456, 124)  |  |  | ٩ | 9 | (3456, 14)  |  |
| ١ | 1               | (3456, 1)  |  |  | ٤ | 4 | (3456, 145) |  |  | ٧ | 7 | (3456, 1245) |  |  | ٠ | 0 | (3456, 245) |  |
| ٢ | 2               | (3456, 12) |  |  | ٥ | 5 | (3456, 15)  |  |  | ٨ | 8 | (3456, 125)  |  |  |   |   |             |  |